# Arteritis de células gigantes
La arteritis de células gigantes (ACG), arteritis de la temporal o enfermedad de Horton es un tipo de vasculitis, una inflamación de los vasos sanguíneos, que este caso afecta a las arterias de mediano y gran tamaño, principalmente las arterias supraaorticas (que parten del arco aórtico), con predilección por ramas de la carótida externa, en especial la arteria temporal.

## Epidemiología
Se trata de la vasculitis más frecuente en la edad adulta. Afecta predominantemente a personas de raza blanca de edad superior a 50 años, es excepcional en la raza negra, y sobre todo a mujeres, con una relación de 2-3 mujeres por cada hombre. Se han descrito casos de agregación familiar que se ha atribuido a su asociación con el HLA DR-4.

## Anatomía patológica
Mediante biopsia se pueden observar:
- Lesiones granulomatosas formadas por células inflamatorias, con un predominio de macrofagos y linfocitos T. En el 50% de las biopsias se puede apreciar la existencia células gigantes en el infiltrado inflamatorio. Otros hallazgos frecuentes son la fragmentación de la lámina elástica interna de la arteria y la hiperplasia (engrosamiento) de la capa íntima, que puede conllevar la disminución parcial o total de flujo sanguíneo.
- Finalmente, la fibrosis y la retracción de la arteria, junto con algunos infiltrados inflamatorios aislados dan lugar al patrón histológico de curación ("healing pattern", en inglés), que se observa meses o años después, en pacientes en los que la enfermedad ya no es activa.

## Cuadro clínico
- Los síntomas pueden comenzar en forma brusca o insidiosa. La presentación más habitual es como cefalea, fiebre o febrícula anemia, como en todas las vasculitis se presentan síntomas inespecíficos como perdida de peso, astenia, anorexia,  artralgias, sudoración, síntomas depresivos.

- Otro síntoma característico es el dolor tendinoso-muscular que se suele producir en los hombros, la región inguinal, el cuello y la espalda (músculos de la columna vertebral. Se caracteriza por la rigidez (sobre todo al despertar) y dificultad de movimiento secundaria al dolor. Este conjunto de síntomas es llamado Polimialgia reumática, y aunque es más frecuente que se manifiesten como una enfermedad aparte, se observa en el 50% de los pacientes con ACG.

- Los síntomas locales de esta vasculitis dependerán de la localización de la lesión, así, el síntoma predominante que es la cefalea (dolor de cabeza), se produce por la afectación inflamatoria de las arterias epicraneales (de la superficie craneal). Otros síntomas, por orden de frecuencia son: claudicación y dolor de la mandíbula (sobre todo al masticar), hipersensibilidad en la zona del cuero cabelludo, dolor y dificultad al tragar, dolor en la cara, lengua o en la zona delantera o lateral del cuello. En el área temporal (sienes) se puede producir un engrosamiento, doloroso o no, en la arteria temporal (lugar habitual donde se practica la biopsia).

- Los síntomas más peligrosos de esta enfermedad son las llamadas complicaciones isquémicas, producidas por la falta de riego de algunos órganos, tras ocluirse totalmente la/s arteria/s que los nutrían. Se producen en el 15-30% de los pacientes. Los más frecuentes son los síntomas visuales como visión borrosa, defecto en la percepción de alguna parte del campo visual, visión doble y ceguera, que puede ser transitoria o permanente. También se pueden producir infartos cerebrales como complicación directa de esta vasculitis.
- Una de las causas de la arteritis temporal puede ser asociada a molestias en una de las muelas del juicio  a través de un gran malestar debido a una inflamación la cual afecta a su vez la zona de la arteria temporal llegando a producir una leve ceguera con el paso del tiempo. Este malestar puede ser tratado con antiinflamatorios tales como ibuprofeno o naproxeno, además puede ser acompañado de antibióticos (amoxicilina, etc) en caso de presentar un cuadro infeccioso.

## Diagnóstico
Hay unos criterios clínicos, analíticos e histológicos (mediante la biopsia) acordados por consenso en 1990 en una reunión del Colegio Americano de Reumatología. Se requieren 3 de los 5 criterios siguientes:
- Desarrollo de los síntomas a partir de los 50 años.
- Debut o aparición de un nuevo tipo de localización del dolor de cabeza.
- Alteraciones en la arteria temporal tales como una disminución de la palpación del pulso (debido a la arteriosclerosis de las arterias cervicales).
- Velocidad de eritrosedimentación igual o mayor a 50 mm/h.
- Alteraciones en la biopsia de la arteria temporal.

En el estudio de biopsia habitualmente de la arteria temporal, se encuentra fragmentación de la lámina elástica e infiltrado por linfocitos y macrofagos, células gigantes que cuando aparecen se localizan en la proximidad de la lámina elástica interna.
Recientemente se ha utilizado el ultrasonido para establecer el diagnóstico al encontrar el signo del Halo en la arteria temporal, con una sensibilidad del 62% y especificidad del 82%.

## Evolución
- Desaparición de los síntomas tras la administración de corticoides (prednisona o metilprednisolona).
- La disminución del tratamiento ha de ser progresiva, ya que se pueden presentar nuevas reactivaciones o recidivas.
- Efectos secundarios del tratamiento corticoideo y nuevas terapias en estudio (por completar)
- En caso de molestia dental puede ser tratado con antiinflamatorios.